# Langeberg Local Municipality
Langeberg (englisch Langeberg Local Municipality) ist eine Lokalgemeinde im Distrikt Cape Winelands der südafrikanischen Provinz Westkap. Der Sitz der Gemeindeverwaltung befindet sich in Ashton. Bürgermeister ist Schalk W. van Eeden.
Benannt ist die Gemeinde nach dem Gebirgszug Langeberg. Die Gemeinde hieß bis 2009 Breede River/Winelands Local Municipality, nach dem Breede River und der Nutzung des Gebietes im Weinbau.

## Städte
- Ashton
- Bonnievale
- McGregor
- Montagu
- Robertson

## Bevölkerung
Gemäß der Volkszählung im Jahre 2011 betrug die Einwohnerzahl 97.724 in 25.125 Haushalten auf einer Gesamtfläche von 3332 km². Davon waren 70,3 % Coloured, 16,3 % schwarz und 12,3 % weiß. Gesprochen wurde zu 80,6 % Afrikaans, zu 10,5 % isiXhosa und zu 3 % Englisch.

## Nationalparks und Naturschutzgebiete
- Dasieshoek Nature Reserve
- Vrolijkheid Nature Reserve